# Edmond Frémy
Edmond Frémy (* 28. Februar 1814 in Versailles; † 3. Februar 1894 in Paris) war ein französischer Chemiker.

## Leben und Wirken
Edmond Frémy erhielt den ersten chemischen Unterricht von seinem Vater François Frémy (Professor der Chemie an der Militärschule Saint-Cyr), wurde 1833 Assistent bei Louis Joseph Gay-Lussac, 1837 bei Théophile-Jules Pelouze und 1842 außerordentlicher Professor am Muséum national d’histoire naturelle. 1845 entdeckte er Kaliumnitrosodisulfonat, das nach ihm auch Fremys Salz genannt wird.
Frémy war seit etwa 1840 mit Eugénie Félicité Germaine Boutron (* ca. 1820) verheiratet, ihr Sohn war Edouard Comte Frémy (1843–1904).
1846 wurde er Professor an der École polytechnique und seit 1850 am Naturgeschichtlichen Museum als Nachfolger Gay-Lussacs. Von 1879 bis 1891 war er in der Nachfolge von Michel Eugène Chevreul Direktor des Museums. 1856 wurde er als korrespondierendes Mitglied in die Russische Akademie der Wissenschaften in Sankt Petersburg aufgenommen. 1857 wurde er in die Académie des sciences gewählt.
1864 gründete er in Frankreich das erste Laboratorium (im Naturwissenschaftlichen Museum), das ausschließlich dem Studium und wissenschaftlichen Untersuchungen gewidmet war, und in dem die Schüler ohne Schulgeld ausgebildet wurden.
Frémy lieferte ungemein zahlreiche Untersuchungen, er entdeckte die Metaantimonsäure, die Ammoniakcobaltverbindungen und eine Methode zur Darstellung künstlicher Edelsteine, ferner die Palmitinsäure und das Olein. Er arbeitete über Weinsäure, Milchsäure, Pektinkörper, Cellulose, Chlorophyll, über die Zusammensetzung der Knochen, des Eiweißes und der Muskeln.
Als er nach dem Tod Pelouzes in die Verwaltung der großen Glasfabrik von Saint-Gobain (Compagnie de Saint-Gobain) gewählt wurde, unternahm er Versuche zur Darstellung von Schwefelsäure aus Gips, über die Zersetzung der Salzsäure durch Luft und eine Untersuchung der Funktionen des Gay-Lussac-Turms in der Schwefelsäurefabrikation; namentlich entdeckte er auch die Verseifung der Fette durch Schwefelsäure für die Stearinkerzenfabrikation.
Andere Arbeiten beziehen sich auf die Glasindustrie, die Erzeugung künstlicher Dünger, auf die Zement-, Eisen- und Stahlindustrie, ferner auf die pflanzlichen Gespinstfasern und die Papierfabrikation. Mit Pelouze veröffentlichte er mehrere Lehrbücher der Chemie; auch gab er im Verein mit Fachgenossen eine „Encyclopédie chimique“ heraus.